# Daphne gnidium
Daphne gnidium — вид квіткових рослин родини тимелеєві (Thymelaeaceae). лат. gnidium — географічний епітет, який натякає на його місце зростання в Кніді (древньому поселенні в Туреччині).

## Біоморфологічна характеристика
Вічнозелений кущ із обернено-списоподібним темно-зеленим, щільним угорі, ланцетним листям, розміром (10)20–30(50) × (2,5)3–7 мм. Досягає у висоту від ≈ 40 до 150 см. Цвіте з серпня по жовтень. Квіти білі ароматні, 5–6,5 мм у довжину. Плоди кісточкові, круглі, червоні, ≈ 8 мм в діаметрі, зріють протягом осені. Насіння 4–5 × 2–3 мм, яйцювате. 
Усі частини рослини отруйні.

## Середовище проживання
Африка: Алжир; Марокко; Туніс. Азія: Туреччина. Європа: Албанія; Колишня Югославія; Греція; Італія — Сардинія [вкл. Сардинія, Сицилія], Франція [вкл. Корсика]; Португалія; Гібралтар; Іспанія [вкл. Канарські острови]. 
Зростає в посушливих і піщаних районах; житель середземноморського чагарників і Атлантичних пісків. Натуралізований.

## Галерея

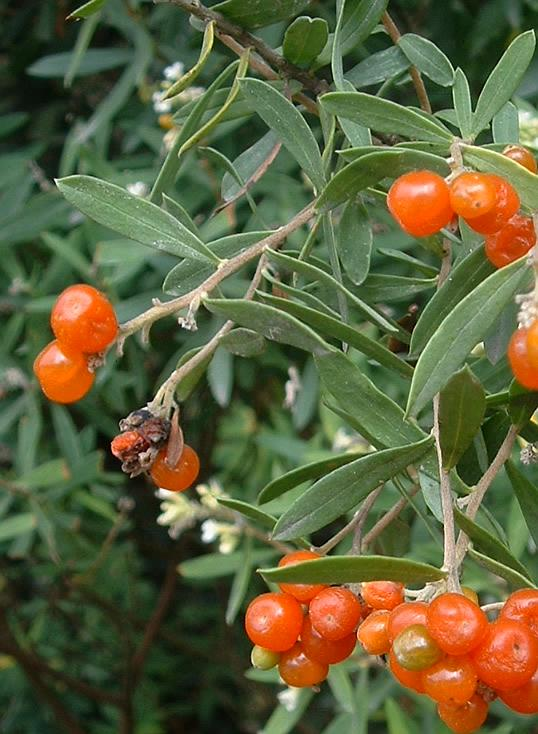
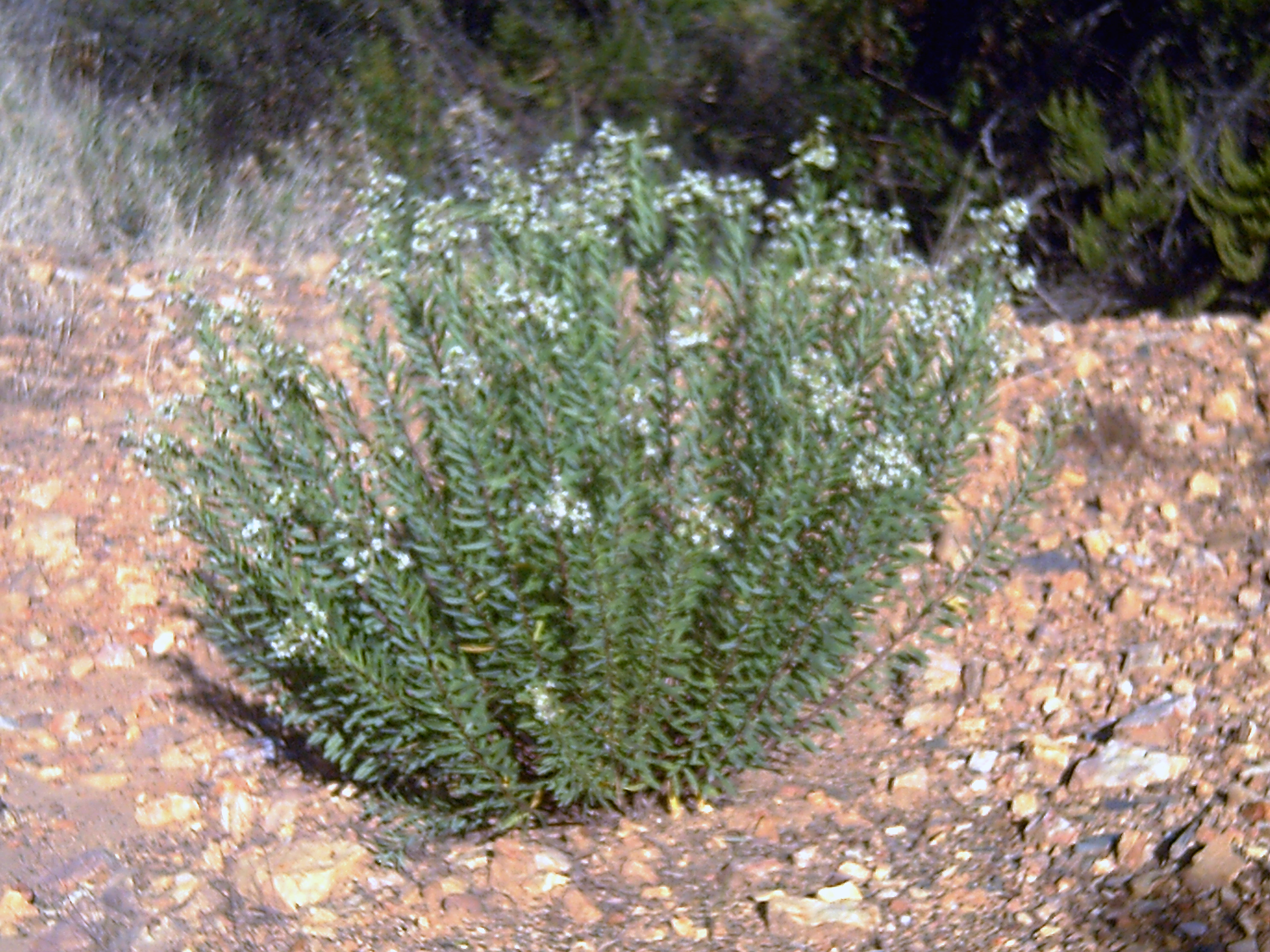
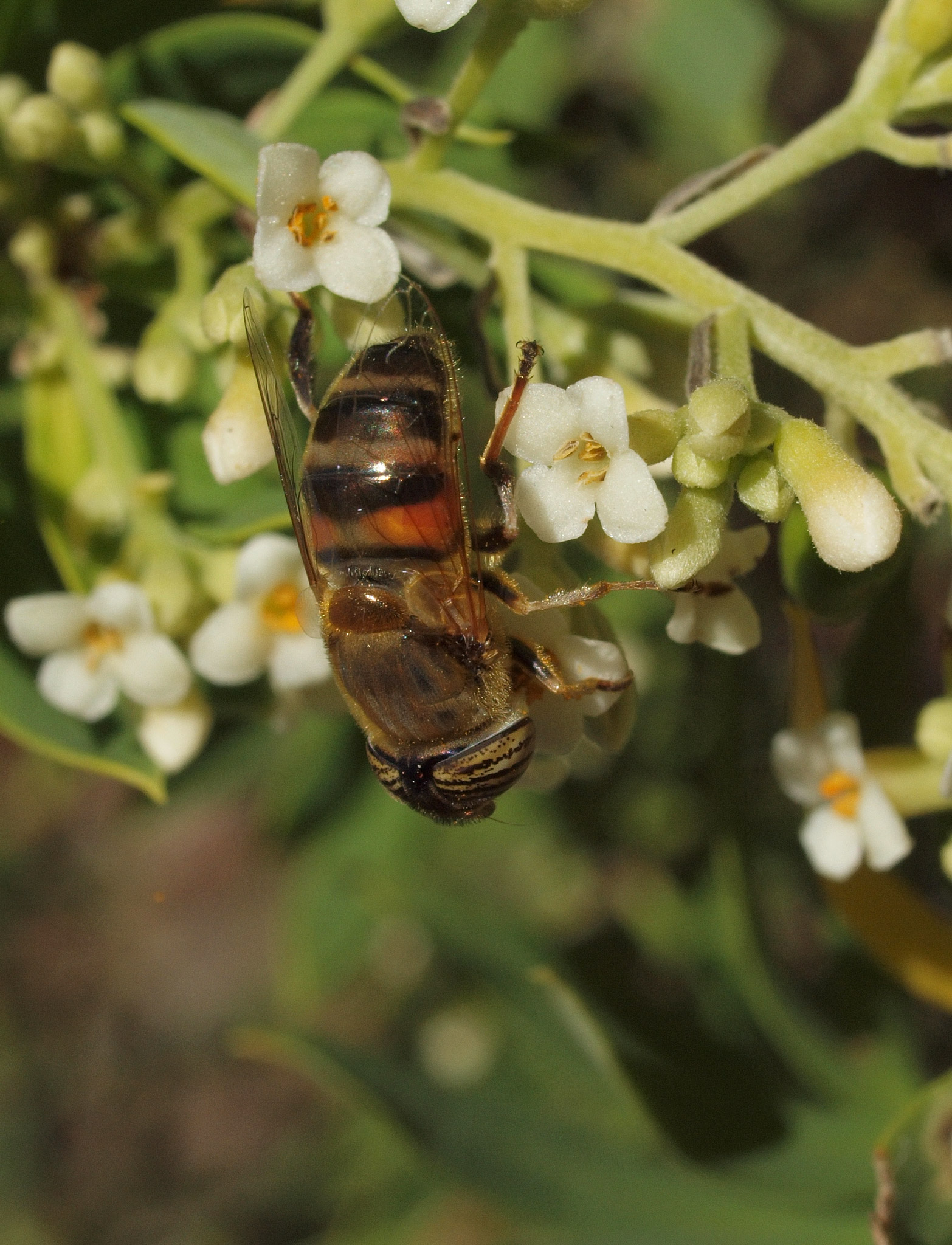

| Гібіскус | Це незавершена стаття про квіткові рослини. Ви можете допомогти проєкту, виправивши або дописавши її. |